# Komodyfikacja
Komodyfikacja (utowarowienie) – przekształcenie (transformacja) rzeczy (produktów), usług, ale też pomysłów czy idei z wartości użytkowej na wartość wymienną – wystawienie na sprzedaż rzeczy, które najczęściej nie są przedmiotem obrotu na rynku.
Zwolennicy tego pojęcia twierdzą, że wszystko ma swoją cenę (wartość) a obie strony (sprzedający / kupujący) są zadowolone z transakcji.

Komodyfikacja jest często krytykowana, z uwagi na to że niektóre rzeczy nie powinny być przedmiotem sprzedaży i nie powinny być traktowane tak, jakby były one przedmiotem obrotu towarowego - na przykład zachowania ludzi, edukacja czy informacje (dane) w erze cyfrowej.
Skrajnym przypadkiem komodyfikacji jest niewolnictwo – w sytuacji gdy ludzie sami stają się towarem lub są sprzedawani i kupowani. Analogicznie wykorzystywanie zwierząt do zabawy, na ubrania (skóry) czy do testów jest komodyfikacją żywych istot.